# Lebre-do-cabo
A lebre-do-cabo (Lepus capensis), ou lebre-marrom-africana, lebre-comum, é um leporídeo encontrado em toda África, e que se espalhou por partes da Europa, Oriente Médio e Ásia, e foi introduzido na Austrália.